# Glauco Solieri
Glauco Solieri (ur. 1 września 1964 roku w Bolonii) – włoski kierowca wyścigowy.

## Życiorys
Solieri rozpoczął karierę w międzynarodowych wyścigach samochodowych w 2005 roku od startów w 3000 Pro Series oraz w Włoskiej Formuły 3000. W Włoskiej Formuły 3000 w klasie Light trzykrotnie stawał na podium. Z dorobkiem 26 punktów uplasował się tam na drugiej pozycji w klasyfikacji generalnej. W późniejszych latach Włoch pojawiał się także w stawce F3000 International Masters, Euroseries 3000, Campionato Italiano Prototipi, Italian GT Championship, Bomboogie GT Challenge, Le Mans Series, Superstars GT Sprint, GT Sprint International Series, International GT Sprint Series, Porsche SupercupWłoskiego Pucharu Porsche Carrera oraz International GT Open.